# ایستگاه کینگ جرج
ایستگاه کینگ جرج (انگلیسی: King George station) یک ایستگاه مرتفع در خط اکسپو (اسکای‌ترین) سیستم حمل و نقل سریع مترو در مترو ونکوور اسکای‌ترین (ونکوور) است. این ایستگاه در انتهای جنوبی ناحیه مرکز شهر سوری در سوری، بریتیش کلمبیا، بریتیش کلمبیا، کانادا واقع شده‌است و یکی از پایانه‌های خروجی خط اکسپو است و دیگری ایستگاه پروداکشن وی-یونیورسیتی است.